# Sheriff of Cochise
Sheriff of Cochise è una serie televisiva statunitense in 156 episodi trasmessi per la prima volta nel corso di 4 stagioni dal 1956 al 1960. La serie è conosciuta anche con il titolo U.S. Marshal (titolo della terza e della quarta stagione).
È una serie di genere western ambientata in Arizona.

## Trama
Frank Morgan è lo sceriffo della contea di Cochise, in Arizona e cerca di far rispettare la legge aiutato dal suo fedele vicesceriffo Harry Olson (interpretato da Stan Jones, ideatore della serie). Nella terza stagione Morgan diventa marshal e il suo campo di azione si estende in tutto lo stato.

## Personaggi e interpreti
- Sceriffo Frank Morgan (83 episodi, 1956-1958), interpretato da John Bromfield.

## Produzione
La serie fu prodotta da Mort Briskin e John Auer per la Desilu Productions e la National Telefilm Associates.

## Distribuzione
La serie fu trasmessa negli Stati Uniti dal settembre 1956 al 12 maggio 1960 in syndication.

## Episodi
| Stagione         | Episodi | Prima TV USA | Prima TV Italia |
| ---------------- | ------- | ------------ | --------------- |
| Prima stagione   | 39      | 1956-1957    |                 |
| Seconda stagione | 39      | 1957-1958    |                 |
| Terza stagione   | 39      | 1958-1959    |                 |
| Quarta stagione  | 39      | 1959-1960    |                 |